# Nicola Selva
Nicola Selva (Città di San Marino, 4 luglio 1962) è un politico ed ex velocista sammarinese.

## Biografia
Nato nel 1962, a 30 anni ha partecipato ai Giochi olimpici di Barcellona 1992, nella staffetta 4×100 m, insieme ad Aldo Canti, Dominique Canti e Manlio Molinari, chiudendo in 42"08 al 21º posto delle batterie.
Nel 1991 ha preso parte ai Giochi del Mediterraneo di Atene.
Entrato in seguito in politica, è consigliere del gruppo Repubblica Futura al Consiglio Grande e Generale, parlamento sammarinese.
Dal 1º aprile al 1º ottobre 2019 è stato Capitano reggente in coppia con Michele Muratori.

## Palmarès
| Anno | Manifestazione  | Sede       | Evento  | Risultato | Prestazione | Note |
| ---- | --------------- | ---------- | ------- | --------- | ----------- | ---- |
| 1992 | Giochi olimpici | Barcellona | 4×100 m | Batteria  | 42"08       |      |